# Auliscomys sublimis
Auliscomys sublimis är en däggdjursart som först beskrevs av Thomas 1900.  Auliscomys sublimis ingår i släktet Auliscomys och familjen hamsterartade gnagare. IUCN kategoriserar arten globalt som livskraftig. Inga underarter finns listade.

## Utseende
Med en kroppslängd (huvud och bål) av 92 till 118 mm och en vikt av 28 till 44 g är arten lite mindre än andra medlemmar av släktet Auliscomys. Svansen är med en längd av 49 till 64 mm tydlig kortare. Bakfötterna är 21 till 23 mm långa och öronen är 19 till 23 mm stora. Den mjuka pälsen på ovansidan har allmänt en ljus gulbrun färg men några glest fördelade svarta hår förekommer. Huvudet kännetecknas av mer spräcklig päls samt av vitaktiga kinder. Bålens sidor är ljusare än ryggen. Det finns en tydlig gräns mot den ljusgråa till vita undersidan. Fram- och baktassarnas ovansida är täckt med silvervita hår. På öronens insida förekommer fina gula hår. Många exemplar har en ljus fläck bakom varje öra.

## Utbredning
Denna gnagare förekommer i Anderna från södra Peru över västra Bolivia och nordöstra Chile till nordvästra Argentina. Arten vistas där i höga höjder mellan 3800 och 5500 meter över havet. Habitatet utgörs av klippiga områden med glest fördelad gräs. Typiska växter i regionen är fjädergräss, några buskar och Azorella compacta.

## Ekologi
Individerna vilar ibland tillsammans i håligheter under stenar. Auliscomys sublimis hittades även i underjordiska bon av kamråttor (Ctenomys). Denna gnagare är nattaktiv. Födan utgörs av växtdelar. De kompletteras troligtvis beroende på höjdläget med insekter. Hos några undersökta honor registrerades upp till fem ungar. Troligtvis sker fortplantningen under den torra perioden.